# Catherine Mouchet

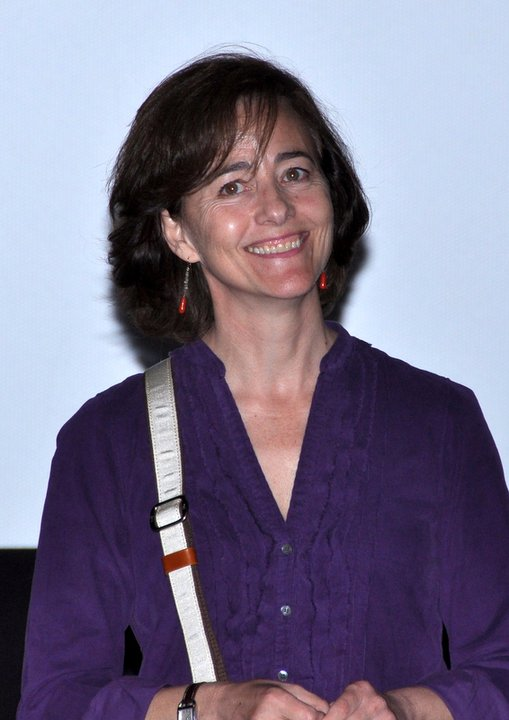
Catherine Mouchet (César 2011)

Catherine Mouchet (* 21. August 1959 in Paris) ist eine französische Schauspielerin.

## Leben
Catherine Mouchet studierte Philosophie und anschließend Schauspiel am Conservatoire national supérieur d’art dramatique. Anschließend spielte sie mehrere Jahre auf französischen Theaterbühnen, bevor sie 1986 in der Hauptrolle der Therese von Lisieux in dem von Alain Cavalier inszenierten Historiendrama Thérèse an der Seite von Mona Heftre und Jean Pieuchot auf der Leinwand debütierte. Der Film selbst wurde von der Kritik gelobt und mit mehreren Filmpreisen ausgezeichnet. So erhielt er bei der Verleihung des französischen Filmpreises César 1987 sechs Auszeichnungen bei zehn Nominierungen, wobei Mouchet für ihre Darstellung als Beste Nachwuchsdarstellerin ausgezeichnet wurde.

## Filmografie (Auswahl)
- 1986: Thérèse
- 1987: Wenn die Sonne nicht wiederkäme (Si le soleil ne revenait pas)
- 1994: Bonsoir
- 1995: Weißer Mann mit Brille (Le blanc à lunettes)
- 1999: Alles für die Firma (Ma petite entreprise)
- 1999: Ausweitung der Kampfzone (Extension du domaine de la lutte)
- 2001: Mortal Transfer (Mortal transfert)
- 2001: Der Pornograph (Le pornographe)
- 2001: Es ist nie zu spät (J’ai tué Clémence Acéra)
- 2002: Straße der heimlichen Freuden (Rue des plaisirs)
- 2003: Kleine Wunden (Petites coupures)
- 2006: An einem Sommertag (Un jour d’été)
- 2007: Two Worlds – Zwischen den Welten (Les deux mondes)
- 2010: Der Baum und der Wald (L’arbre et la forêt)
- 2011: Der Mönch (Le moine)
- 2013: Agatha Christie: Mörderische Spiele (Les Petits Meurtres d’Agatha Christie; Fernsehserie, 1 Folge)
- 2014: Die Zeugen (Les Témoins; Fernsehserie, 6 Folgen)
- 2015: Ich wünsche dir ein schönes Leben (Je vous souhaite d’être follement aimée)
- 2017: Ein königlicher Tausch (L'échange des princesses)
- 2017: Marvin (Marvin ou la Belle Éducation)
- 2019: Alles außer gewöhnlich (Hors normes)
- 2023: So sind wir, so ist das Leben (Toni, en famille)
- 2024: Was uns verbindet (L'attachement)

## Auszeichnung
- César 1987: Beste Nachwuchsdarstellerin für Thérèse
- César 2000: Nominierung als Beste Nebendarstellerin für Alles für die Firma